# Бородин, Андрей Михайлович
Андрей Михайлович Бородин (15 октября 1912, с. Сафоновка, Льговский уезд, Курская губерния, Российская империя — 9 июля 1984, Кустанай, Казахская ССР, СССР) — советский государственный и партийный деятель. Первый секретарь Кустанайского обкома КП Казахстана (1959—1981), член Президиума Верховного совета СССР.

## Биография
Родился 15 октября 1912 в селе Сафоновка Льговского уезда Курской губернии Российской империи (ныне село в составе Кореневского района Курской области России), в крестьянской семье.

### Образование
В 1932 окончил Курский ветеринарный техникум.
В 1951 окончил Алма-Атинский зооветеринарный институт по специальности «учёный-зоотехник».

### Трудовая деятельность
После окончания Курского техникума был направлен в Кустанайскую область, где работал сначала ветеринарным врачом, а в 1937 году стал заведующим ветпунктом Забеловского сельскохозяйственного комбината Джетыгаринского района.
- С 1939 года — начальник ветеринарного земельного управления Кустанайского областного земельного отдела.
- С 1941 года — заместитель начальника по животноводству Кустанайского областного земельного отдела, вступил в ряды Коммунистической партии Советского Союза.
- С 1942 года по 1945 год — заместитель заведующего сельхозотдела, затем заместитель секретаря Кустанайского обкома Компартии Казахстана по животноводству.
- С 1945 года по 1953 год — ЦК Компартии Казахстана (заместитель заведующего отделом животноводства, заместитель заведующего сельскохозяйственным отделом).
- В 1953 году — первый заместитель Министра сельского хозяйства и заготовок Казахской ССР, затем уполномоченный министра заготовок СССР по Казахской ССР.
- В 1956 году — избран первым секретарем Акмолинского обкома Компартии Казахстана.
- С 1957 по 1959 годы — работал министром сельского хозяйства Казахской ССР, заместителем председателя Госплана Казахской ССР, заведующим сельскохозяйственным отделом ЦК Компартии Казахстана.
- С 1959 по 1981 годы — первый секретарь Кустанайского обкома партии, затем пенсионер союзного значения.

Жил в городе Кустанае. Скончался 9 июля 1984 года. Похоронен на Аллее героев городского кладбища.
Член ЦК КПСС (1966—1984). А. М. Бородин — член Президиума Верховного совета СССР, дважды депутат Верховного совета Казахской ССР, депутат Верховного совета СССР, депутат Кустанайского областного Совета народных депутатов.

## Семья
Супруга — Лидия Александровна Шагина. 

## Награды
- Указом Президиума Верховного Совета СССР от 13 октября 1972 года за большие заслуги перед коммунистической партией и советским государством, обеспечении высоких темпов производства и заготовки сельхозпродукции и в связи с 60-летием Бородину Андрею Михайловичу присвоено звание Героя Социалистического Труда с вручением ордена Ленина и золотой медали «Серп и Молот».
- Награждён пятью орденами Ленина, орденами Красной Звезды, Трудового Красного Знамени, медалями, а также польским орденом «За воинскую доблесть».

## Память
- В областном государственном архиве г. Костаная создан личный фонд А. М. Бородина.
- В 1994 году племсовхоз «Казахстанец», где он когда-то работал ветврачом, переименован в АООТ им. А. М. Бородина.
- В 2001 году его именем названа улица в Костанае (прежнее название «19 августа»).